# 格利澤367b
格利澤 367b圍繞紅矮星格利澤367（GJ 367）運行的的一顆系外行星，位於船帆座，距離地球31光年（9.5秒差距）。這顆系外行星只需7.7小時就可以繞其母恒星運行一周，是所有行星中已知軌道週期最短的。由於其軌道非常接近母恆星，這顆系外行星受到的輻射比地球從太陽接收到的輻射多500倍。 GJ 367b上的日間溫度約為1500°C（1770 K；2730°F）。
由於軌道較近，它很可能被潮汐鎖定。由於極端的溫度，格利澤367b的生命跡象會隨著大氣一起蒸發掉。GJ 367b的核心可能由鐵和鎳組成，使其核心類似於水星的核心。GJ 367b的核心密度極高，構成了該行星的大部分質量。